# Okehi
Okehi é uma Área de governo local no Kogi (estado), Nigéria. Sua sede fica na cidade de Obangede.
Possui uma área de 661 km2 e uma população de 199,999 no censo de 2006.
O código postal da área é 264.